# ポテチ (チェコ)
ポテチ（チェコ語: Poteč）はチェコ・ズリーン州ズリーン郡の村。Valašské Kloboukyの北東3キロメートルに位置する。人口は708人（2025年1月1日時点）。

## 名称
ポテチは元々男性名詞で、人名のPotekまたはPotecに由来すると考えられている。これらはドイツ語のBotoが音変化したPótaまたはPotoの愛称である。従って、ポテチは「Potek/Potecの土地」を意味するとされている。
一方で、チェコ語のtéciは「流れる」を意味することから、流れる水（川）の近くに村があったことを示しているとも考えられている。しかし、この説では他では類を見ない極めて珍しい地名となってしまうため、その可能性は低いとされている。

## 歴史
カール4世在位中の1341年に初めて言及された。記録によると、Ješkaのクロブーク（正教会の修道士）がポテチとValašské Kloboukyの建設に貢献したという。

## 住民
2021年国勢調査によると人口は708人であった。民族別だと421人（77パーセント）がチェコ人、95人（18パーセント）がモラヴィア人だと回答している。

## 施設
- 教会
- 鐘楼
- 第一次世界大戦戦没者慰霊碑
- Ploščiny自然保護区

## 交通
- ポテチ駅（チェコ国鉄ホルニー・リデチ - ビルニツェ線）